# Estrilda melpoda
Estrilda melpoda là một loài chim trong họ Estrildidae.

## Hình ảnh

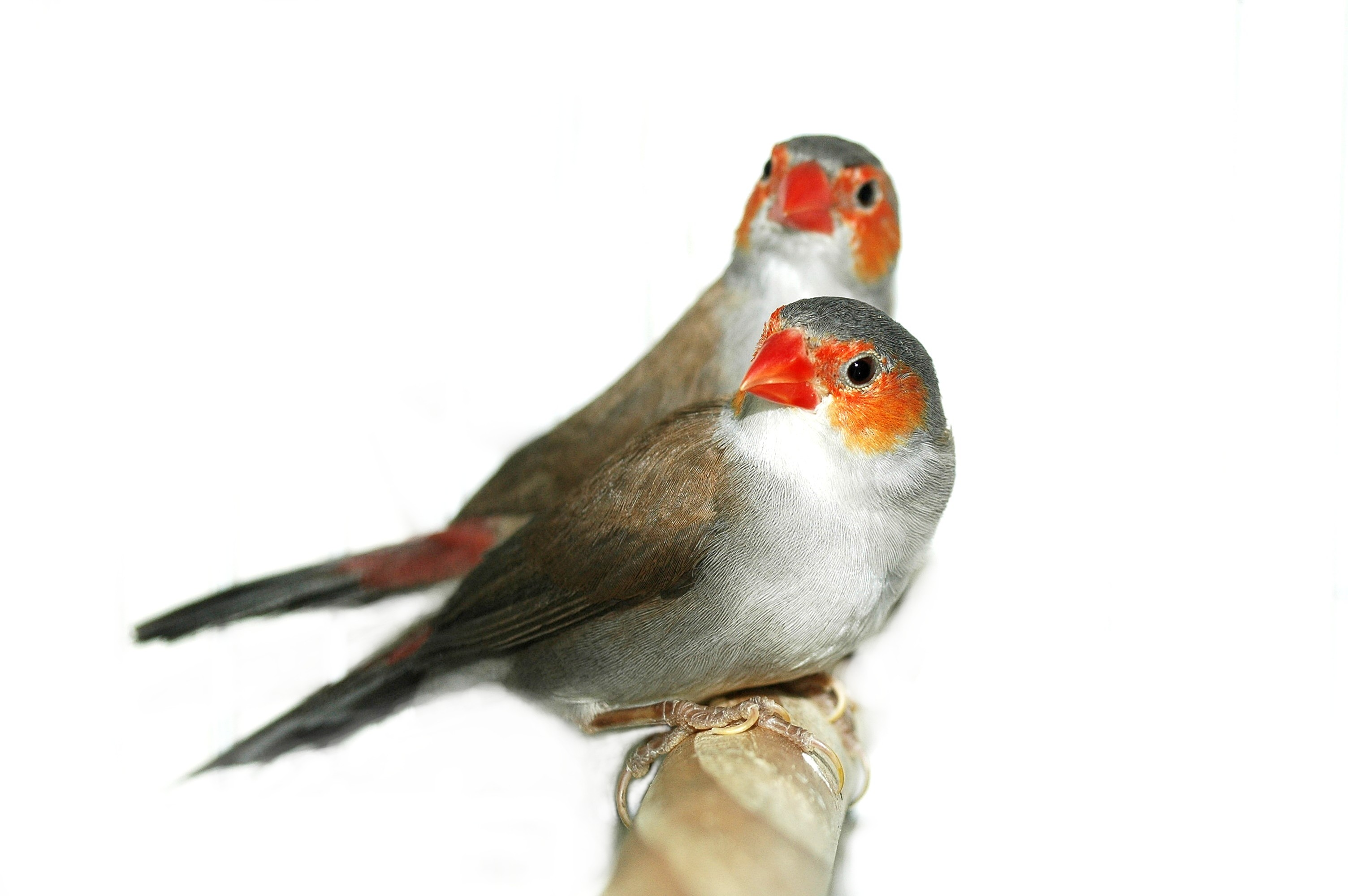
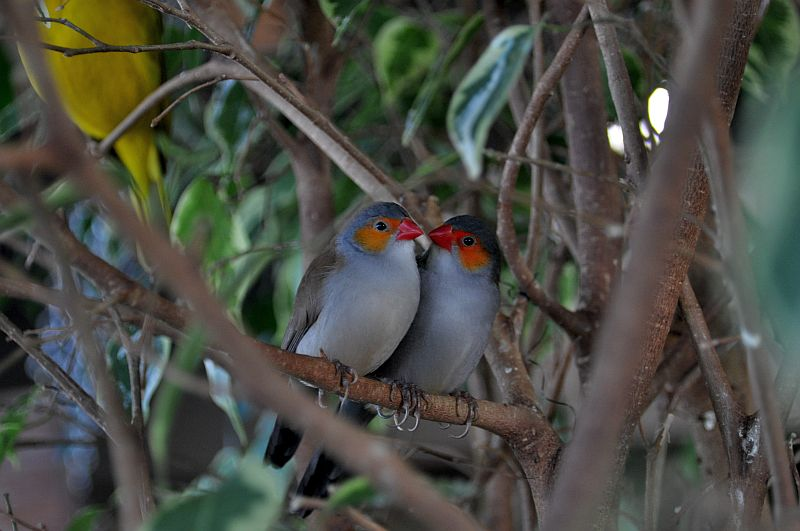
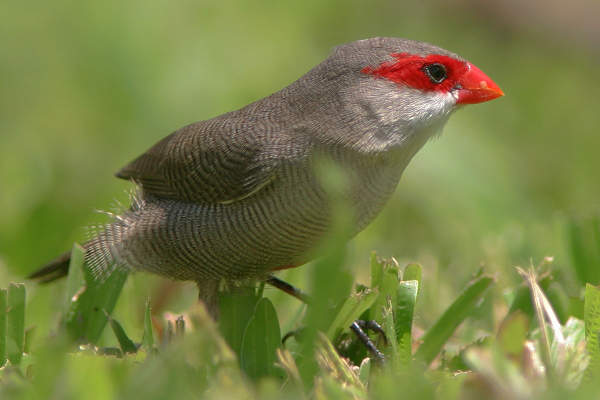
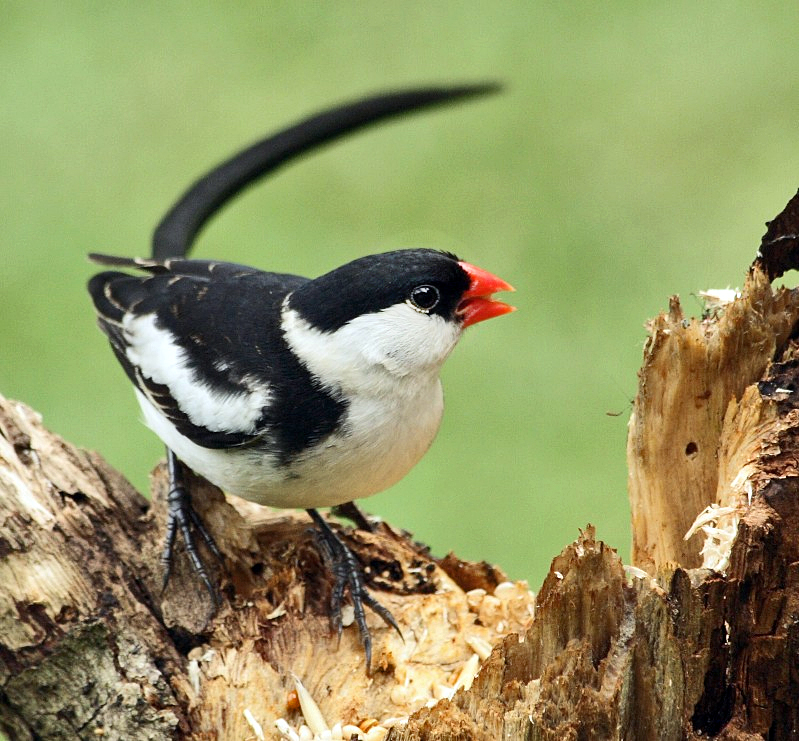